# Okara
Okara (in urdu اوكاڑا) è una città del Pakistan, capoluogo dell'omonimo distretto nella provincia del Punjab.
Il codice postale della città è 56300.